# Chiesa di Sant'Andrea a Cerreto Maggio

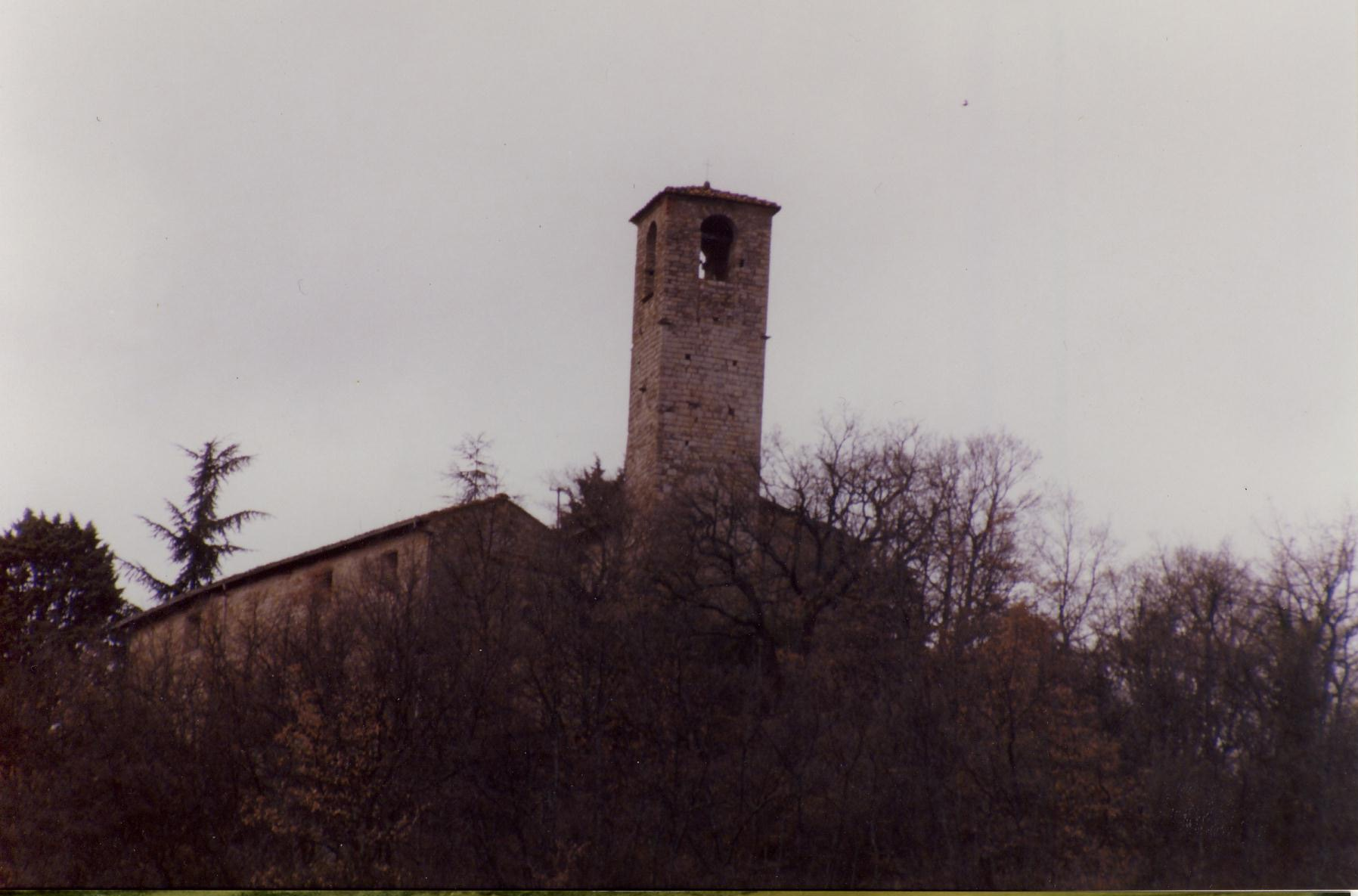
Torre di Cerreto Maggio

La chiesa di sant'Andrea a Cerreto Maggio si trova nel comune di Vaglia, sulla via Bolognese, ai piedi del monte Morello alla destra del torrente Carza. Il nome trae origine dalla vegetazione circostante composta per buona parte, almeno un tempo, da una particolare varietà di quercia chiamata cerro (Quercus cerris).

## Storia e descrizione
L'attuale chiesa sorge sui ruderi di un antico castello precedentemente edificato e del quale non si hanno datazioni precise anche se, durante lavori di piantumazione effettuati da don Mario Martinuzzi, parroco della chiesa dal 1943 al 1952, vennero rinvenute alcune monete di età tardoromana (Costantino II, nipote di Costantino) a testimonianza dell'importanza strategica che detto luogo ebbe nei secoli passati. Da questo luogo discende la famiglia dei Cerretani alla quale apparteneva l'antico castello. Rimane a prova di questo una torre in pianta quadrata che in tempi successivi fu adattata a campanile. Il termine "Maggio" deriva da Maior ("maggiore") e fu usato per distinguere questa zona da altri Cerreto (letteralmente "bosco di cerri").
Nel 1715 e nel 1748 la chiesa subì dei restauri. Anche nel 1918 fu restaurato il presbiterio e fu allungata la chiesa con l'annessione della loggia, ma un affresco della fine del Quattrocento, la Crocifissione, fu sciupato.
All'interno della chiesa, sotto l'altare della Madonna del Carmine, si trova una lapide in marmo, affiancata dagli stemmi della famiglia Cerretani, che riporta la seguente iscrizione:
| D. O. M. IN HOC TEMPLO QUOD IACOBUS ILDEBRANDI DE CERRETO MAIO PRACLARISSIMAE CERRETANAE GENTIS NOBILIS AUCTOR AN. SAL. MCCLXX. UT EX AMPLISSIMO INSTRUMENTO A BONAGIUNTA BUONCAMBI AZZI CONFECTO APPARET, MAGNIFICE DOTAVERAT AUGUSTINUS MARIA CERRETANI CANONICUS FLORENTINUS SENATORIS FRANCISCI FILIUS. MUNIFICENTISSIMI MAIORIS SUI PIETATEM AEMULATUS ARAM VIRGINI DEI GENITRICI DICATAM PROPRIIS SUMPTIBUS EXORNANDAM CURAVIT AN. SAL. MDCCXV. |

Nella chiesa si trova una lapide che ricorda, insieme ad altre tre persone, anche la fucilazione di un civile, avvenuta nel corso della Seconda guerra mondiale per opera di tedeschi (1944); nei pressi dell'edificio religioso c'è un monumento bronzeo anch'esso commemorativo dell'eccidio di sette civili  (10 aprile 1944), avvenuto nelle stesse circostanze del precedente.
La chiesa, insieme alla canonica, fu ceduta dalla Curia, nel 1977, in comodato  alla parrocchia dell’Immacolata e San Martino a Montughi, che provvide al restauro, installò l'impianto di riscaldamento e quello elettrico, e scavò un pozzo.